# Solignac-sous-Roche
Solignac-sous-Roche é uma comuna francesa na região administrativa de Auvérnia-Ródano-Alpes, no departamento de Alto Loire. Estende-se por uma área de 8,64 km². Em 2010 a comuna tinha 260 habitantes (densidade: 30,1 hab./km²).